# Comuna Stepanivka Perșa, Prîazovske
Stepanivka Perșa (în ucraineană Степанівка Перша) este o comună în raionul Prîazovske, regiunea Zaporijjea, Ucraina, formată din satele Mîronivka și Stepanivka Perșa (reședința).

## Demografie
Componența lingvistică a comunei Stepanivka Perșa
     Ucraineană (73,51%)
     Rusă (26,3%)
     Alte limbi (0,12%)
Conform recensământului din 2001, majoritatea populației comunei Stepanivka Perșa era vorbitoare de ucraineană (73,51%), existând în minoritate și vorbitori de rusă (26,3%).